# Lagtävlingen i hoppning i ridsport vid olympiska sommarspelen 1984
Lagtävlingen i hoppning i ridsport vid olympiska sommarspelen 1984 var en av sex ridsportgrenar som avgjordes under de olympiska sommarspelen 1984. 

## Medaljörer
| Event | Guld                                                    | Silver                                                               | Brons                                                                     |
| Lag   | USA Joe Fargis Leslie Burr Conrad Homfeld Melanie Smith | Storbritannien Michael Whitaker Steven Smith Tim Grubb John Whitaker | Västtyskland Fritz Ligges Franke Sloothaak Peter Luther Paul Schockemöhle |

## Resultat
| Placering | Nation         | Poäng  |
| 1         | USA            | 12,00  |
| 2         | Storbritannien | 36,75  |
| 3         | Västtyskland   | 39,25  |
| 4         | Kanada         | 40,00  |
| 5         | Schweiz        | 41,00  |
| 6         | Frankrike      | 49,75  |
| 7         | Spanien        | 52,00  |
| 8         | Italien        | 75,25  |
| 9         | Australien     | 92,00  |
| 10        | Brasilien      | 133,50 |
| 11        | Japan          | 137,25 |
| 12        | Mexiko         | 52,75  |
| 13        | Belgien        | 80,25  |
| 14        | Chile          | 80,50  |
| 15        | Argentina      | 89,75  |